# Legio XII Fulminata
Legio XII – legion rzymski utworzony przez Juliusza Cezara w 58 p.n.e. Obdarzony tytułem Fulminata („Piorunująca” lub „Gromozbrojna”) przez cesarza Marka Aureliusza w 174, za zwycięstwo odniesione nad Kwadami podczas burzy .
Legion XII został sformowany przez Cezara na początku wojen galijskich, uczestnicząc m.in. w oblężeniu Alezji; następnie w wojnie domowej stał po stronie Cezara.
Wiadomo, że w 62 roku legion uczestniczył w działaniach nad Eufratem, po czym stacjonował w Syrii. W 66 roku został skierowany do tłumienia powstania w Judei. Za rządów Tytusa legion stacjonował w Melitene. W 92 roku z polecenia cesarza Domicjana dotarł do wybrzeża Morza Kaspijskiego, najdalej na wschód spośród rzymskich wojsk.
W 172 lub 174 roku Legion XII – a przynajmniej jego część – uczestniczył w kampanii Marka Aureliusza przeciw germańskim Kwadom. Związany był z tym tzw. „cud deszczu”. Podczas upalnego lata Rzymianie zostali otoczeni przez nieprzyjaciół w miejscu, gdzie nie było wody. Z powodu suszy i osłabienia ucierpiało morale i legioniści skłonni byli się poddać. Jednak niespodziewanie po stronie nieprzyjaciół rozszalała się nawałnica, a po stronie Rzymian spadł orzeźwiający deszcz. Dzięki temu legion odniósł zaskakujące zwycięstwo . Chrześcijańscy autorzy (Tertulian, Euzebiusz z Cezarei) wierzyli później, że to modlitwa chrześcijańskich żołnierzy przyniosła deszcz. Inni pisarze starożytni również opisywali to zdarzenie, bez wspominania o chrześcijanach. Historyk Kasjusz Dion uważał, że „cud” spowodował egipski mag i kapłan Harnufis (Arnufis), który praktykami okultystycznymi skłonił do interwencji boga Hermesa (Hermes Aèrios) utożsamianego z rzymskim Merkurym i egipskim Thotem. Według reliefu na kolumnie Marka Aureliusza, wystawionej przez senat rzymski około 180 roku, sprawcą deszczu był jednak sam Jowisz (Iuppiter Pluvius). Po tym wydarzeniu cesarz nadał legionowi tytuł Fulminata („Piorunująca” lub „Gromozbrojna”).
W 175 legion XII ponownie stacjonował w Melitene.
Podczas wojny domowej w 193 roku XII legion poparł Pescenniusza Nigra, jednakże został pokonany przez Septymiusza Sewera.
Historia o „cudzie deszczu” w legionie melitańskim z czasów Marka Aureliusza uważana jest za najstarszy dowód na obecność pierwszych chrześcijan w armii rzymskiej. W III wieku w Melitene rozwinęła się społeczność chrześcijańska, której członkowie służyli w XII legionie. Do tej jednostki mieli należeć św. Polieukt (†259) oraz Czterdziestu męczenników z Sebasty.
Legio XII Fulminata jest ostatni raz wzmiankowany w Notitia dignitatum, około 395 roku wciąż pozostawał w regionie Eufratu; prawdopodobnie aż do czasów Justyniana.